# Куернавака
Куернавака (шп. Cuernavaca) је град у Мексику у савезној држави Морелос. Према процени из 2005. у граду је живело 332.197 становника. Зову га „град вечног пролећа“ зато што се у њему температура никада не спушта испод 18 степени, а не прелази преко 28°C, што климу у том делу света чини пријатном.

## Становништво
Према процени из 2005. у граду је живело 332.197 становника.
| 1990.   | 1995.   | 2000.   | 2005.   |
| ------- | ------- | ------- | ------- |
| 279.187 | 311.095 | 327.162 | 332.197 |